# ビッグ・ブラザー・レコーディングス
ビッグ・ブラザー・レコーディングス（Big Brother Recordings）は、2000年にロックバンド・オアシスが設立したイギリスのレコードレーベル。ソニー・ミュージックエンタテインメントと業務提携を行っている。

## 概要
1999年に経営破綻で倒産したクリエイション・レコーズ（Creation Records）に所属していたロックバンド・オアシスが、2000年に自主レーベルとして設立。同年2月7日にオアシスの16thシングル「ゴー・レット・イット・アウト!」をリリースした。
2007年にユニバーサル ミュージック グループと契約し、オアシスのライブDVD「ロード・ドント・スロー・ミー・ダウン」とシングル「ロード・ドント・スロー・ミー・ダウン」をリリース。
それまでイギリス以外ではオアシスの販売をエピック・レコードに委託していたが、2007年に契約が終了。2008年にビッグ・ブラザーはソニーBMGと契約。北米地域のみワーナー・ミュージック・グループ傘下のワーナー・ブラザーズ・レコードと契約し、ワーナー・ブラザーズ傘下のリプリーズ・レコードからリリースされることになった。ビッグ・ブラザーズ初の全世界リリースとなった、オアシスのアルバム「ディグ・アウト・ユア・ソウル」を同年にリリースした。
2009年にオアシスはノエル・ギャラガーの脱退により事実上の解散となったが、2014年2月25日に初期のアルバム3枚を再発することを発表した。

## 所属アーティスト
- オアシス (2000年 - )
- ハッピー・マンデーズ (2005年、シングル「Playground Superstar」のみ)

## 作品
- GOAL! (Music From The Motion Picture) - V.A. (2005年10月3日、ヨーロッパ盤のみ)